# Aspidistra oblanceifolia
Aspidistra oblanceifolia är en sparrisväxtart som beskrevs av Fa Tsuan Wang och Kai Yung Lang. Aspidistra oblanceifolia ingår i släktet Aspidistra och familjen sparrisväxter. Inga underarter finns listade i Catalogue of Life.